# Mosquée Ben Salah
 La mosquée Ben Salah, parfois orthographiée mosquée Ben Saleh, est une mosquée mérinide du XIVe siècle située dans la médina de Marrakech, au Maroc. Seul monument majeur de l'ère mérinide à Marrakech, la mosquée se distingue par son élégant minaret.

## Histoire
Les détails de la fondation et de la construction de la mosquée ne sont pas entièrement clairs. Une inscription sur le monument indique que la construction du minaret a commencé en août 1321. Selon l'historien Ibn al-Muwaqqit, la construction de la mosquée a peut-être commencé en 1318-1319. Cette chronologie (c'est-à-dire la construction en 1318-1321) est la plus plausible et signifierait que la mosquée a été construite sous le règne du sultan mérinide Abu Saïd Uthman ben Yaqub (règne de 1310 à 1331), qui a également bâti certaines des médersas de Fès (par exemple la médersa al-'Attarin).
La mosquée porte le nom d'un saint local, Muhammad ben Salah (ou Ibn Salih) à qui elle est dédiée et autour du tombeau duquel elle a été construite. Cependant, peu d'élément sont connus à propos de ce personnage, si ce n'est le fait que le folklore prétend qu'il était un simple boucher doté d'un don de voyance.

## Architecture

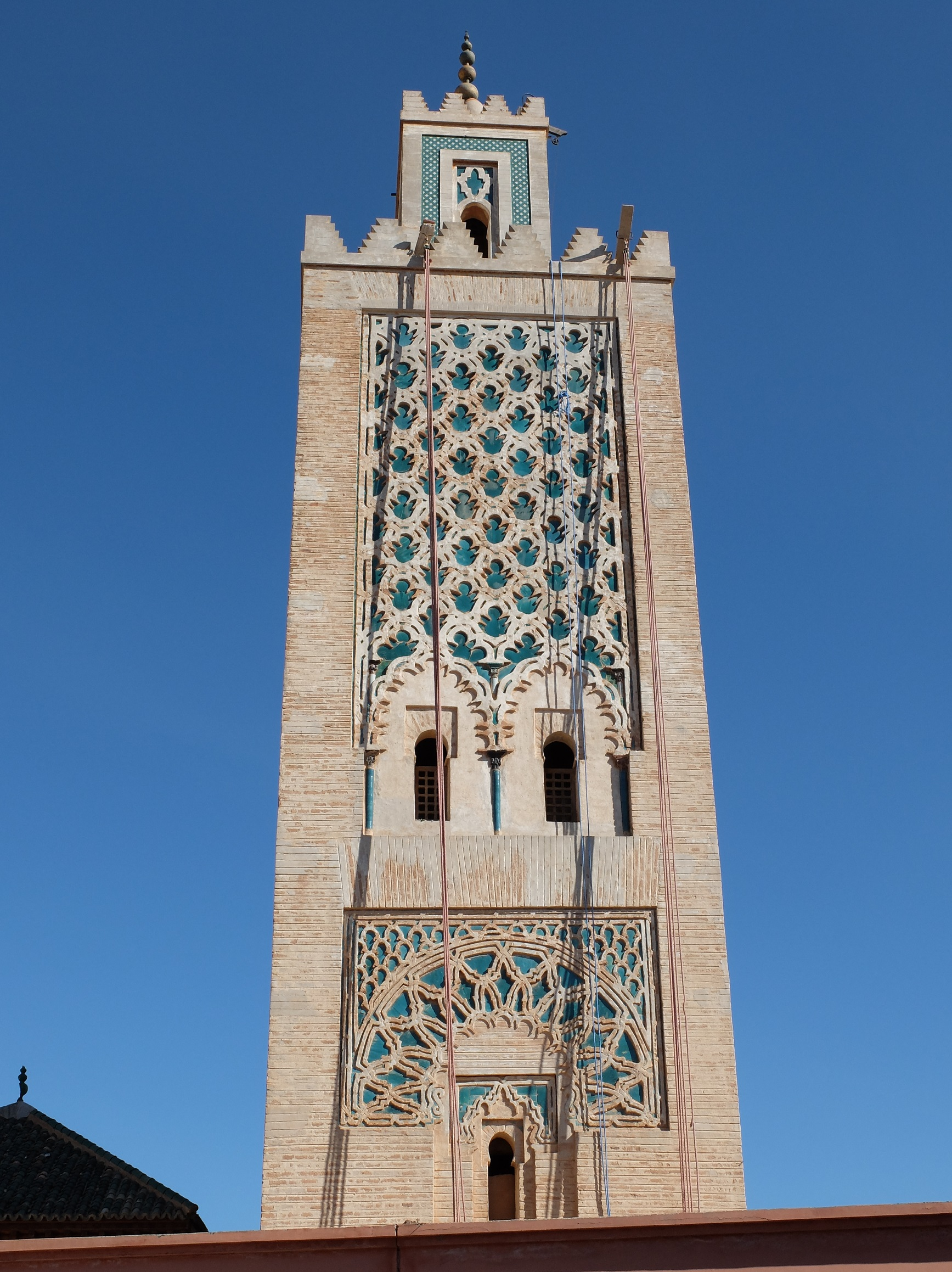
Façade ouest du minaret.

### Structure générale de la mosquée
En dépit de nombreuses réparations au fil des siècles, la mosquée semble être restée dans l'ensemble inchangée. L'intérieur présente une cour rectangulaire, large mais peu profonde, entourée d'arcades et centrée autour d'un petit bassin ou fontaine. Au-delà de la cour se trouve l'espace principal de la salle de prière, défini par deux rangées d'arches formant neuf nefs. La disposition générale est celle du type "T" commun, c'est-à-dire que l'allée des arcs menant au mihrab (une niche symbolisant le sens de la prière) est plus large que les autres allées. Les allées les plus à l'est et à l'ouest sur les côtés de la salle de prière sont tronquées et ne s'étendent pas jusqu'à l'extrémité nord, une singularité rarement observée dans ce type de mosquée (à l'exception d'une autre mosquée mérinide à Chellah).
L'intérieur présente peu de décorations à l'exception du mihrab au milieu du mur de la qibla (indiquant le sens de la prière). Comme beaucoup de mosquées ouest-nord-africaines de l'époque, la direction de la qibla (et, par extension, l'orientation de la mosquée entière), est sensiblement différente de celle de la qibla "moderne" géographiquement exacte; il fait face au sud-sud-est, tandis que la qibla moderne au Maroc est presque pleinement orientée est (vers la Mecque) . La mosquée dispose de trois entrées et le minaret est situé sur son côté occidental.
Le tombeau de Mohammad Ben Salah est situé dans le coin nord-ouest de la mosquée.

### Le minaret
Le minaret est l'élément le plus remarquable de la mosquée et le plus richement décoré. Comme pour le style architectural mérinide en général, il dérive du style almohade. Il semble être en particulier calqué sur le minaret almohade de la mosquée de la Kasbah de Marrakech. Ses façades supérieures sont recouvertes du motif darj-w-ktaf ou sebka (ressemblant à des formes de palmettes ou de fleurs de lys), avec des différences mineures entre les motifs des côtés nord et sud par rapport à ceux des côtés est et ouest. Les façades inférieures sont dominées par de grands motifs en arc polylobé. Comme pour la mosquée de la Kasbah, tous ces motifs sont moulés en brique sur un fond de carreaux de faïence vert turquoise. Contrairement aux minarets almohades, cependant, il n'y a pas de frise de zellige près du sommet du minaret. Chaque façade est percée de trois fenêtres avec des arcs en forme de fer à cheval, dont les positions sont agencées en fonction des motifs d'arc polylobé qui les entourent. Le sommet du minaret, y compris sa lanterne supérieure, est bordé de merlons typiques de l'architecture marocaine.
Cette disposition générale de la décoration a été répétée peu de temps après à la mosquée Chrabliyin de Fès, une autre construction mérinide de la même époque, qui fait du minaret de la mosquée Ben Salah un exemple de la transition entre les modèles almohades et les constructions ultérieures qui sont devenues typiques au Maroc.